# Xã Rich, Quận Anderson, Kansas
Xã Rich (tiếng Anh: Rich Township) là một xã thuộc quận Anderson, tiểu bang Kansas, Hoa Kỳ. Năm 2010, dân số của xã này là 288 người.